# Claudio Bellini

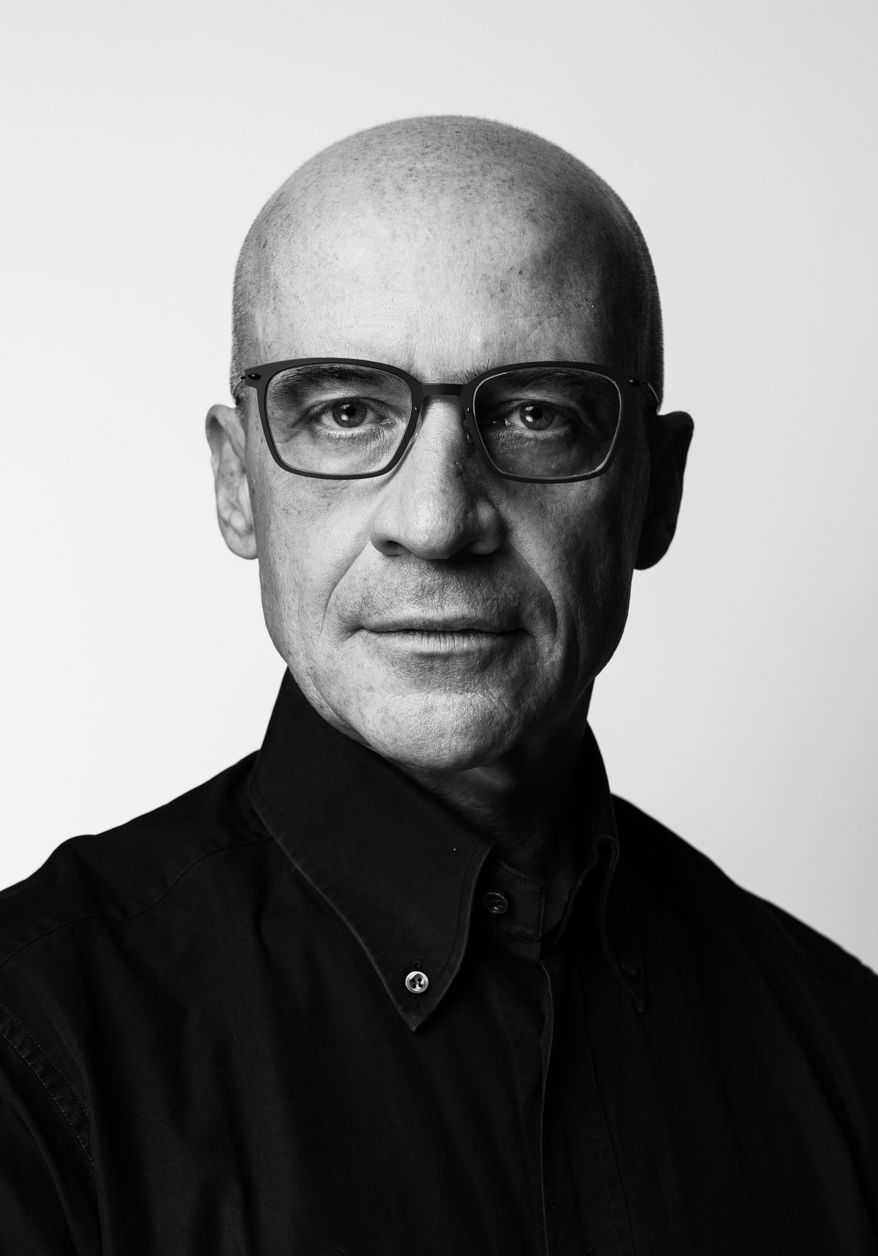
Claudio Bellini 2019

Claudio Francesco Bellini (* 1963 in Mailand, Italien) ist ein italienischer Architekt und Produktdesigner. Viele seiner Arbeiten wurden ausgezeichnet.

## Beruflicher Weg
Der Sohn des Designers Mario Bellini lebt und arbeitet in Mailand. Er schloss sein Studium in Architektur und Industriedesign am Politechnikum Mailand im Jahr 1990 ab. Von 1990 bis 1996 arbeitete er bei Mario Bellini Associati und nahm an internationalen Projekten und Wettbewerben im Bereich Design und Architektur teil. Claudio Bellini gründete das Atelier Bellini im Jahr 1996. 

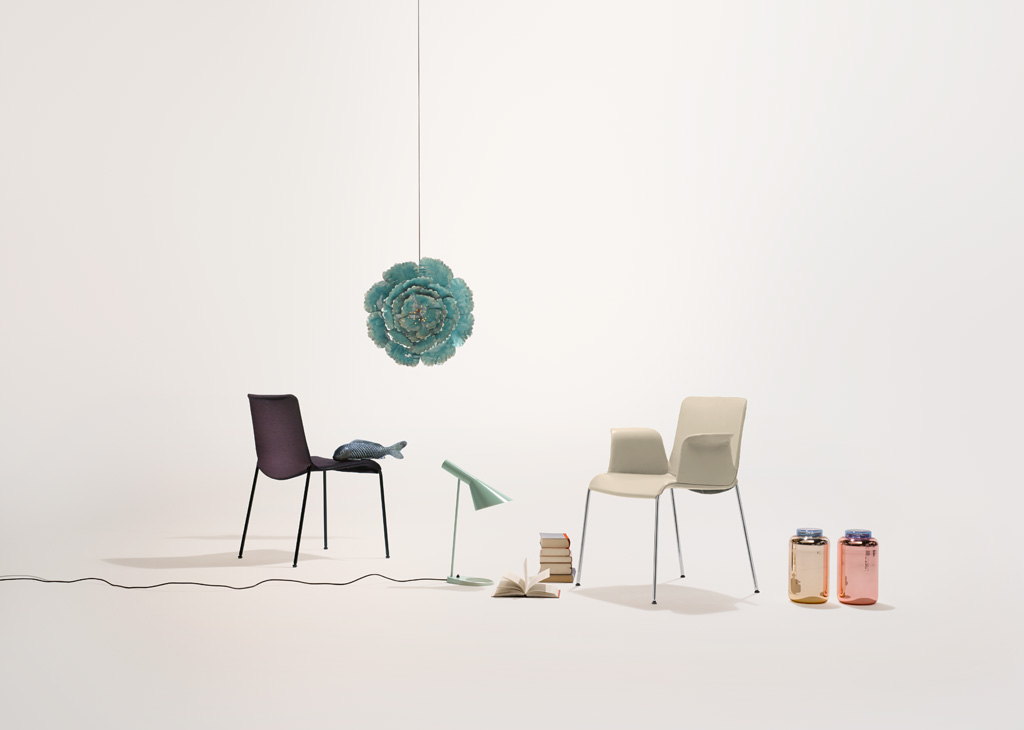
Liz, Stuhl von Claudio Bellini für Walter Knoll (2012)

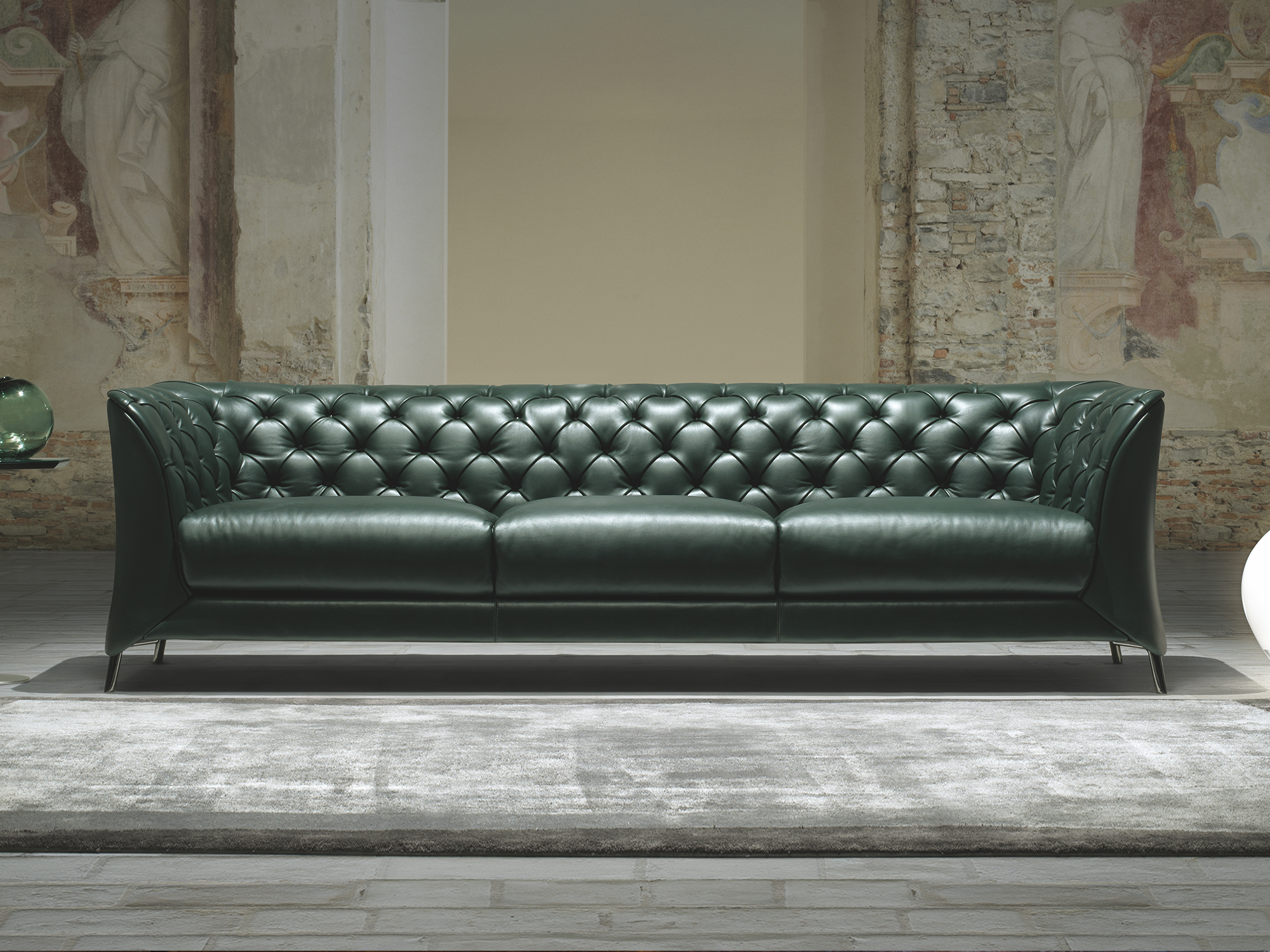
LaScala, Sofa von Claudio Bellini für Natuzzi Italia (2016)

1998 entwickelte er das Möbelsystem TW Collection (Frezza), weitere Entwicklungen im Bereich der Arbeitsumgebungen folgten. Das Studio „Claudio Bellini Design“ ist in den Bereichen Möbel, Produktdesign und Architektur tätig und arbeitet weltweit mit verschiedenen Unternehmen zusammen. Als Art Director verschiedener internationaler Marken kooperiert Bellini seit 2003 mit Barazzoni, einem italienischen Hersteller für Küchen-Utensilien. Seit 2010 entwirft Claudio Bellini für die südkoreanische Fursys Group und seit 2012 kooperiert er mit der Natuzzi Group. Von 2004 bis 2008 hielt er als Professor der Universität Genua weltweit Vorträge.
Bellini kreierte Produkte u. a. für Thonet, Poltrana Frau, Walter Knoll, Vitra, Haworth, Olivari, Barazzoni, de Sede und Frezza.

## Auszeichnungen
Der Stuhl Liz für Walter Knoll wurde mit dem Red Dot Design Award, dem Interior Innovation Award und dem Focus Open Silver Award ausgezeichnet. Das Kochgeschirr My Lady für Barazzoni erhielt den Red Dot Design Award und den Good Design Award des Chicagoer Museums für Architektur und Design. Der Bürostuhl EGA für Sidiz wurde u. a. mit dem Red Dot Design Award, dem IF Product Design Award, dem PIN-UP Design Award und dem Good Design Award ausgezeichnet.